# توالت در ژاپن

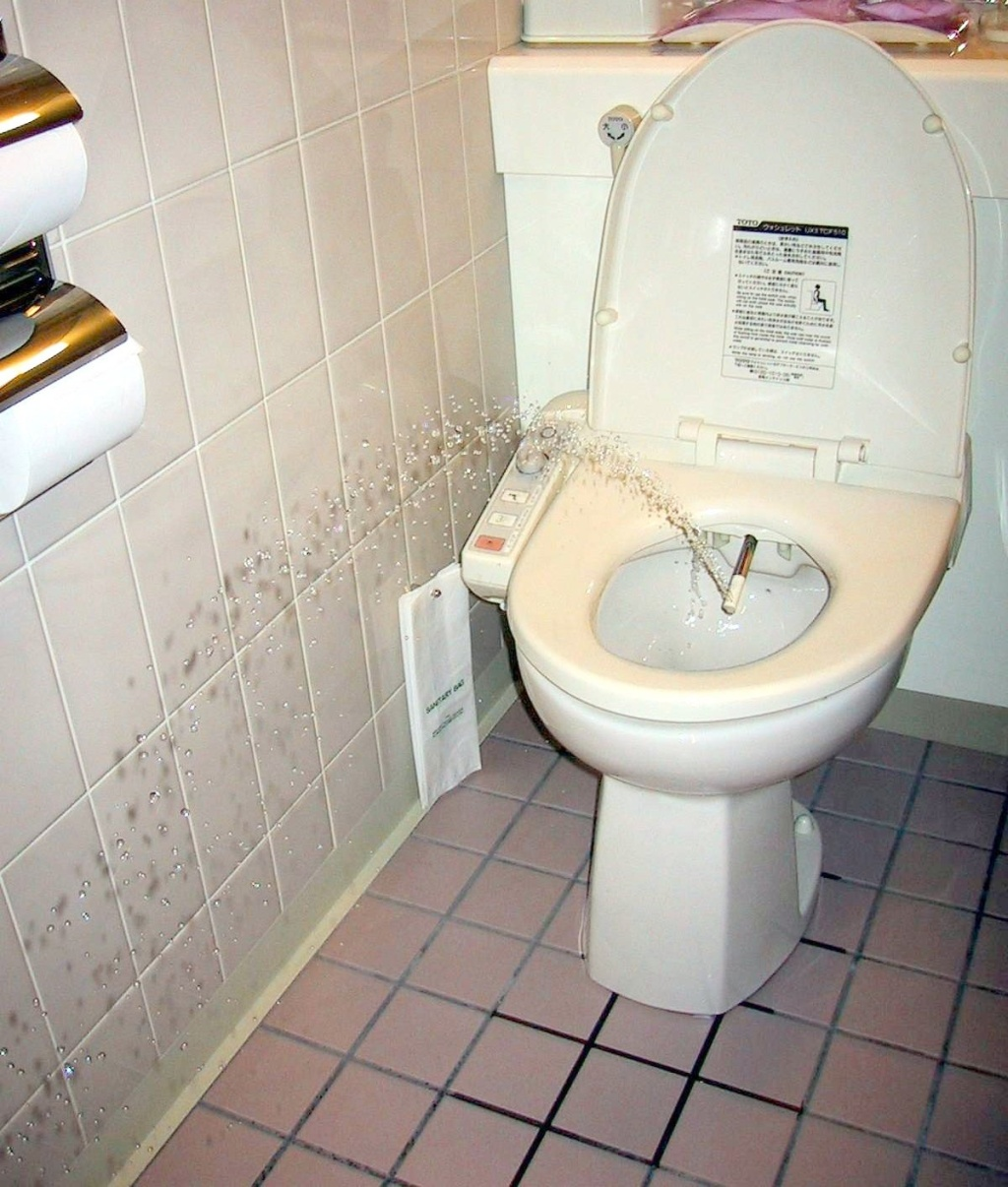
در یک نوع توالت بیدهٔ ژاپنی، افشانک توالت با فورانِ آب، مقعد را تمیز می‌کند

شکل توالت‌ها در ژاپن نسبت به سایر کشورهای توسعه‌یافته پیچیده‌تر است. دو نوع توالت در ژاپن وجود دارد؛ یک نوع آن توالت آسیایی است که بیشتر در توالت‌های همگانی کاربرد دارد (همانند توالت‌های اسلامی در ایران) و نوع دیگر توالت‌های غربی ازجمله «توالت سیفونی» و «توالت سرپایی» است که پس از جنگ جهانی دوم در ژاپن رواج پیدا کردند. نوع ویژهٔ توالت‌های غربی ساختِ ژاپن در خارج از ژاپن، بیدهٔ ژاپنی و در داخل ژاپن واشلت (ウォシュレット واشورِتّو، به‌معنی آب‌شویَک) گفته می‌شود. با وجود فناوری بالای واشلت‌ها، به علّت پیچیدگی کارکرد و گیرِ فنی آن‌ها، کاربریِ این توالت‌ها در خارج از ژاپن چندان گسترش نیافته است. توالت‌ها در ژاپن برای همسویی با فرهنگ ویژهٔ این کشور تغییراتی یافته‌اند که باعث تفاوت‌هایی با توالت‌های دیگر کشورها شده است. از برتری و سودمندی توالت‌های ژاپنی می‌توان به امکانات بالا، صرفه‌جویی در مصرف آب و انرژی و کاربری آسان‌تر برای سالمندان و افراد معلول اشاره کرد..

## تاریخچه

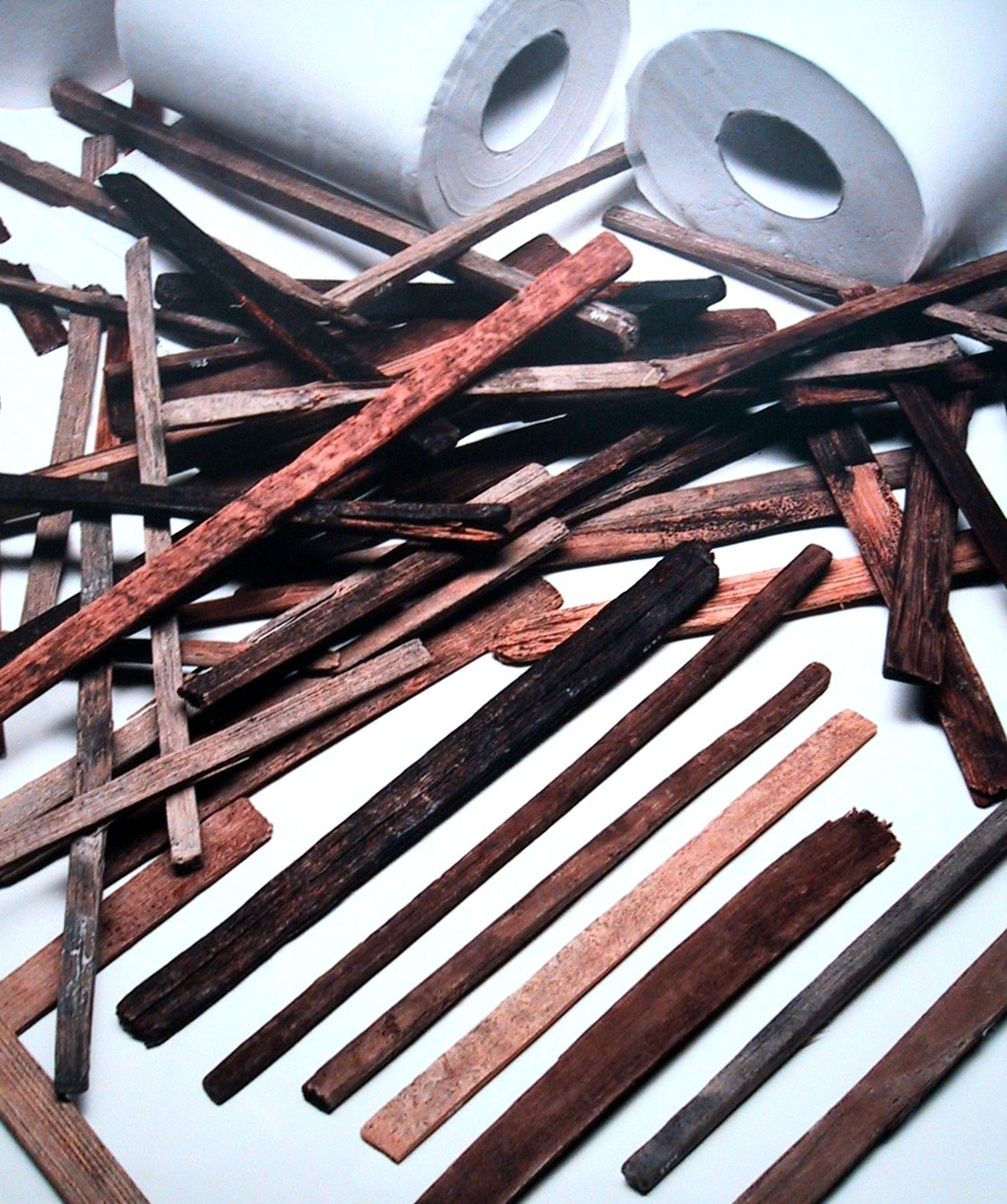
کاغذ توالت چوبی دورهٔ نارا، در پس‌زمینه کاغذ توالت جدید برای مقایسه

در دورهٔ «جومون» چاه مستراحی به‌شکل نعل اسب با فضای دایره‌ای‌شکل در میان آن ساخته می‌شد که در پیرامون آن توده‌های فضولات را قرار می‌دادند. در این توده‌ها ته‌نشست مدفوع ِ سگ و انسان تبدیل به کودِ سخت می‌شد. از این مکان‌ها به‌عنوان توالت استفاده می‌شده است. پیش از آن، در دورهٔ یایویی از اولین سیستم‌های فاضلاب استفاده شد. این سیستم‌ها دربرگیرندهٔ چندین چاه بوده که گویا به توالت‌ها متصل بوده است. احتمالی هم وجود دارد که در مراکز مذهبی در توالت‌ها از آب جاری نیز استفاده می‌کرده‌اند. فرهنگ‌شناسان چاه مستراح دیگری را در کاخ «فوجی‌وارا» در منطقهٔ «کاشیهارا» کشف کرده‌اند.. این توالت به‌صورت یک گودال روباز ساخته شده است. در دورهٔ تمدن نارا یک نوع سامانهٔ فاضلاب وجود داشت که دارای تعدادی آبراه با پهنای ۱۰ تا ۱۵ سانتیمتر بود که استفاده‌کننده به حالت نشسته و چمباتمه با قرار دادن پاهای خود در دو سوی آبراه از آن استفاده می‌کرده است. در این دوره از پوست چوبی به نام «چوگی» （ちゅうぎ）به‌عنوان دستمال توالت استفاده می‌شده است. پیش از آن از علف‌ها به‌عنوان دستمال توالت استفاده می‌شد، اما در دورهٔ «ادو» دستمال توالتی از جنس واشی (کاغذ سنتی ژاپن) جایگزین آن شد. در مناطق کوهستانی از برگ درختان به‌عنوان دستمال توالت استفاده می‌شد.
در گذشته، در اغلب توالت‌ها از آب جاری استفاده می‌شد. یکی از اولین توالت‌های سیفونی در دژ «آکیتا» یافت شد که تاریخ آن به قرن هشتم میلادی بازمی‌گردد. این توالت دارای مجاری آب جداگانه است. ازنظر تاریخی، توالت‌های گودالی بیشتر مورد استفاده قرار می‌گرفت، زیرا راحت‌تر ساخته می‌شدند و از آن‌ها به عنوان منبع کود انسانی نیز استفاده می‌شد. آئین بودایی که در کشور ژاپن طرفداران زیادی دارد، توصیهٔ اکیدی بر گیاه‌خواری برای مقابله با مصرف گوشت دام دارد. با این وجود، جانوران دریایی جایگاه خاصی در رژیم غذایی مردم ژاپن دارند. به‌علت گران بودن این مواد غذایی، تنها ثروتمندان از آن استفاده می‌کردند؛ در نتیجه، کود انسانیِ افراد ثروتمند با قیمت بالاتری به فروش می‌رفته است، زیرا آنان برنامهٔ غذایی بهتری داشتند. مدارک نشان می‌دهد که قوانین خاصی برای پاکسازی کانال‌های آب و فضولات توالت‌ها وجود داشته است.
زندانیان باید فاضلاب قصر و ادارات دولتی را تمیز کنند. علاوه بر این، آن‌ها باید در صبحِ فردای یک شب بارانی، توالت‌های شرق و غرب را تمیز کنند. «مجموعه قوانین اداری ریو نو شوگه»
فروش کود انسانی پس از جنگ جهانی دوم کاهش پیدا کرد. این موضوع به دو علّت بود؛ اولیّن علت آن به دلایل بهداشتی بود. علّت دوم آن نیز گسترش استفاده از کود شیمیایی بود، به‌طوری‌که کود انسانی تنها یک درصد کل کودها را تشکیل می‌داد. وضعیت بهداشتیِ ژاپن در این مورد بهتر از مناطقی چون اروپا بود. زمانی که در ژاپن دفع فضولات رایج بود، در اروپا گاهی وقت‌ها فاضلاب‌ها در خیابان‌ها رها می‌شد. اگر یک فرد اروپایی در زمان تمدن «ادو» وارد یک شهر ژاپن می‌شد به‌شدت شوکه می‌شد، چون شهری به آن تمیزی را تا آن زمان ندیده‌بود.

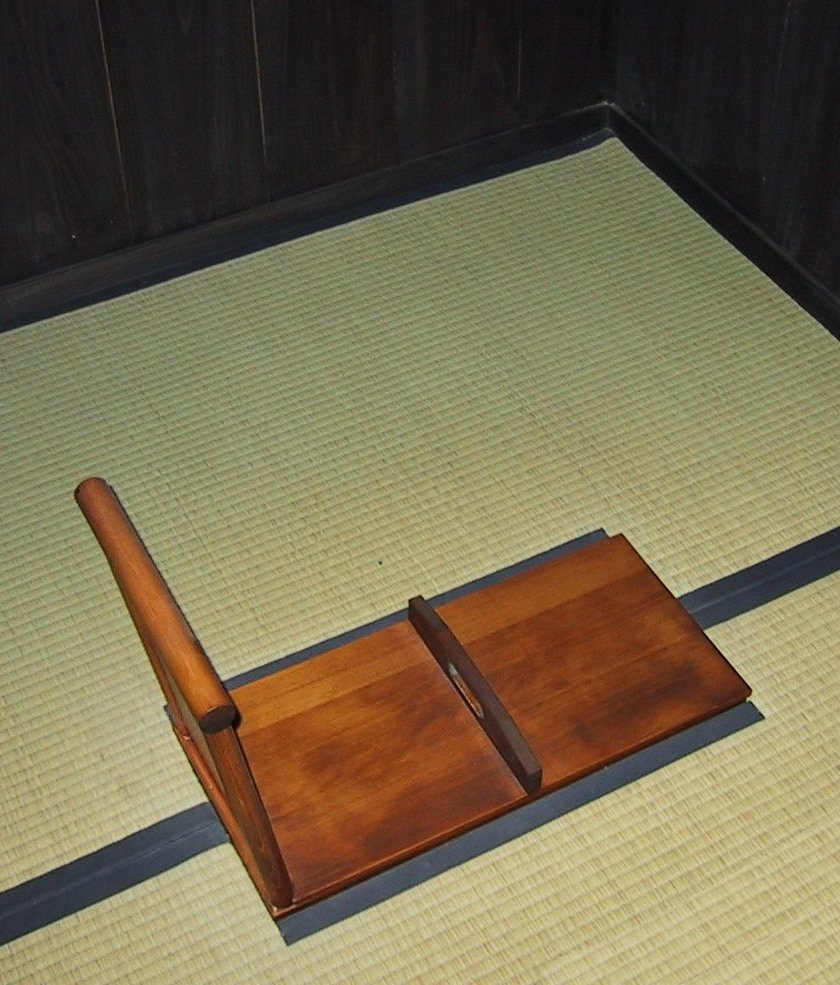
توالت سنتی یک ثروتمند ژاپنی در دورهٔ میجی

در اوکیناوا توالت‌ها به خوک‌دانی متصل بودند و خوک‌ها با کود انسانی تغذیه می‌شدند. این عمل در زمان حکومت آمریکایی‌ها پس از جنگ جهانی دوم ممنوع شد. در دورهٔ «آزوچی-مومویاما» (۱۵۶۸ تا ۱۶۰۰)، «شبکهٔ فاضلاب تایکو» در اطراف دژ اوزاکا ساخته شد. این شبکه همچنان موجود است و مورد استفاده قرار می‌گیرد. استفاده از سامانه‌های فاضلاب جدید در سال ۱۸۸۴ با راه‌اندازی نخستین مجرای فاضلاب ساخته‌شده از آجر و سرامیک در «کاندا»ی توکیو آغاز شد. پس از «زمین لرزه بزرگ کانتو» تأسیسات فاضلاب بیشتری ساخته شد تا از گسترش بیماری‌های واگیردار در زلزله‌های مشابه جلوگیری شود. پس از جنگ جهانی دوم تعداد زیادی سامانهٔ فاضلاب برای مقابله با افزایش میزان تولید و انباشت فضولات در شهرهای پرجمعیت ساخته شد. در سال ۲۰۰۰ میلادی ۶۰٪ جمعیت کشور ژاپن به سامانهٔ فاضلاب متصل بودند. روز ملی فاضلاب ۹ سپتامبر است. در ابتدای قرن بیستم استفاده از توالت‌های غربی آغاز شد و پس از جنگ جهانی دوم زمانی که آمریکا ژاپن را اشغال کرد، گسترش پیدا کرد. در سال ۱۹۷۷ فروش توالت‌های غربی در ژاپن، بیش از فروش نوع سنتی شد. این توالت‌ها اغلب ساخت کشورهای سوییس و آمریکا بود. در سال ۱۹۸۰ شرکت «توتو» بزرگ‌ترین تولیدکنندهٔ سرویس‌های بهداشتیِ توالت «واشلت» را وارد بازار کرد. در حال حاضر، شرکت‌های ژاپنی، تولیدکنندهٔ پیشرفته‌ترین توالت‌ها در جهان هستند.

## وجه تسمیه
واژهٔ «تو-ئی-ر» (トイレ) مخفف واژهٔ توالت در زبان انگلیسی است و این کلمه، هم به خودِ سرویس توالت و هم به اتاقی که سرویس توالت در آن قرار دارد گفته می‌شود.
کلمهٔ «اوته‌آرایی» (お手洗い: دستشویی) به سینک اتاق توالت گفته می‌شود و از کلمهٔ انگلیسی (لاوتوری: lavatory) گرفته شده است. همچنین کلمهٔ «کشوشیتسو» بر تابلوهای سردر ِ توالت‌های عمومی در فروشگاه‌ها و مراکز فروش نوشته شده است.

## انواع توالت

### توالت سنتی

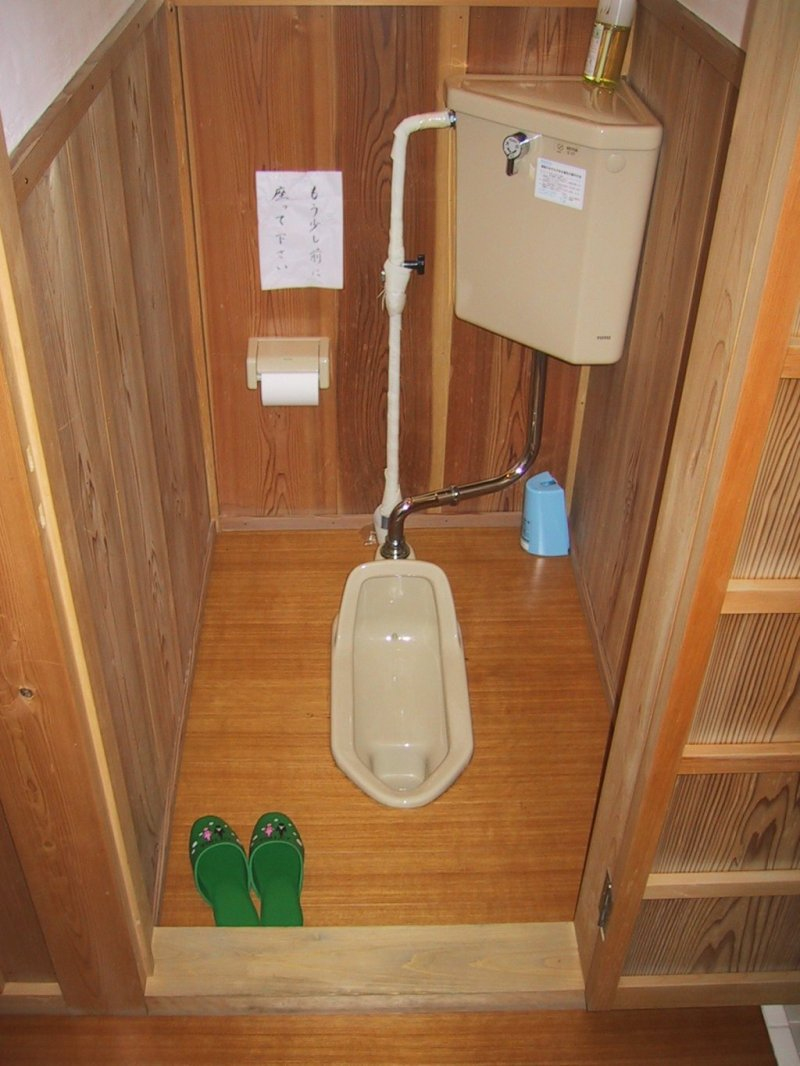
یک توالت واشیکی همراه با کفش توالت؛ بر روی کاغذ نوشته شده است: «لطفاً کمی جلوتر بنشینید.»

توالت سنتی ژاپن (واشیکی: 和式)، که به نام توالت آسیایی نیز شناخته می‌شود، همانند توالت در دیگر جاهای آسیاست. توالت سنتی، هم ازلحاظ ساختمان و هم ازنظر روش کاربری، با توالت‌های غربی متفاوت است. این نوع توالت همانند ظرف ادرار است که در کف اتاق نصب می‌شود. بیشتر توالت‌های سنتی در ژاپن از جنس سفال سفید ساخته می‌شوند. اما در قطارها از توالت‌هایی از جنس فولاد ضدزنگ استفاده می‌شود. این نوع توالت‌ها دارای کانال باریکی برای عبور فضولات، در مقایسه با توالت‌های غربی‌اند. همهٔ لوازم توالت، همچون منبع آب، لوله‌کشی، و سازوکار (مکانیسم) سیفون در این نوع توالت ممکن است با توالت‌های غربی یکسان باشد. سیفون توالت باعث می‌شود که آب، فضولات را با فشار از مجرای آب عبور دهد و آن را وارد سیستم فاضلاب کند، که مشابه این کار در توالت‌های غربی است. برحسب نوع توالت‌ها، منبع آب ممکن است کوچک (小) یا بزرگ (大) باشد، که مقدار مصرفِ آب در هرکدام از آن‌ها متفاوت است. دو نوع از این توالت‌ها وجود دارد: یک نوع آن بر روی سطح زمین قرار گرفته است و نوع دیگر حدود ۳۰ سانتیمتر از سطح زمین فاصله دارد. مردان از نوع دوم برای ادرار کردن به‌شکل ایستاده استفاده می‌کنند، اگرچه ممکن است در هردو نوع توالت این کار صورت گیرد. روش استفاده از این توالت در مورد ادرار کردن یا تخلیهٔ مدفوع تفاوتی ندارد. در ابتدا استفاده‌کننده باید روی توالت قرار گیرد، شلوار خود را پایین بکشد (درمورد دامن، بالا آوردن) و لباس خود را تا زانو بالا بیاورد و سپس به‌شکل چمباتمه بر روی حفرهٔ توالت قرار گیرد. استفاده‌کننده، تا جایی که می‌تواند، باید به سطح توالت نزدیک شود. اگر افراد در فاصلهٔ دوری قرار گیرند، ممکن است فضولات از سطح لبهٔ توالت بر روی کف اتاق ریخته شود؛ به همین علّت، در داخل برخی از توالت‌های عمومی این جمله نوشته شده است: «لطفاً یک قدم جلوتر»، و این در هنگام تخلیهٔ شکم و حفظ تعادل اهمیت خاصی دارد. برخی افراد تازه‌وارد و خارجیان، برای حفظ تعادل، به قسمت لوله‌کشی توالت تکیه می‌کنند. اگر سامانهٔ لوله‌کشی روکار نباشد یا به‌اندازهٔ کافی محکم نباشد، دستگیره‌های کمکی برای حفظ تعادل در داخل توالت تعبیه می‌شود، که از آن، هم به‌هنگام توالت کردن و هم برای ایستادن پس از توالت استفاده می‌شود. خارجیان برای جلوگیری از ایجاد هرگونه پیش‌آمد شرم‌آوری، قبل از زمان توالت، جامهٔ خود را از کمر به پایین درمی‌آورند و بر روی جامه‌دان آویزان می‌کنند.
یکی از مزیت‌های این نوع توالت‌ها این است که به‌راحتی تمیز می‌شوند. آن‌ها همچنین ارزان‌ترند و مصرف آب کمتری نسبت به توالت‌های غربی دارند. برخی افراد به دلیل تماس کمترِ این توالت‌ها با نشیمنگاه، آن را بهداشتی‌تر می‌دانند. اگرچه تماس نشیمنگاه با توالت خطر بهداشتی ندارد. در این نوع توالت‌ها امکان ترشح مدفوع به پاها وجود دارد. استفادهٔ کمتر از آب، خطر ترشح مدفوع به اجزای بدن را درهنگام عمل دفع کاهش می‌دهد. همچنین این توالت‌ها بوی بدی از خود متصاعد می‌کنند.
برخی از فواید پزشکیِ این نوع توالت‌ها برشمرده شده است، ازجمله اینکه این توالت‌ها باعث تقویت ماهیچه‌های لگن خاصره در زنان می‌شوند یا باعث کاهش بی‌اختیاری ادرار می‌شوند. همچنین گفته می‌شود که این توالت‌ها باعث قوی شدن نشیمنگاه و بهبود سیستم تنفسی و تمرکز می‌شود. برخی تحقیقات مشخص کرده است که این توالت‌ها حتی بواسیر را درمان می‌کند. همچنین ادعا شده است که به سبب نوع استقرار بر این توالت‌ها، انعطاف‌ناپذیری استخوان‌ها افزایش می‌یابد.
نوعی از توالت‌ها ترکیب توالت سنتی ژاپن با توالت‌های غربی است. این توالت‌ها بیشتر در روستاها برای سود بردن از سکونت خارجیان در آن منطقه به‌کار می‌رود. همچنین وسایلی برای تبدیل توالت سنتی به توالت غربی موجود است.

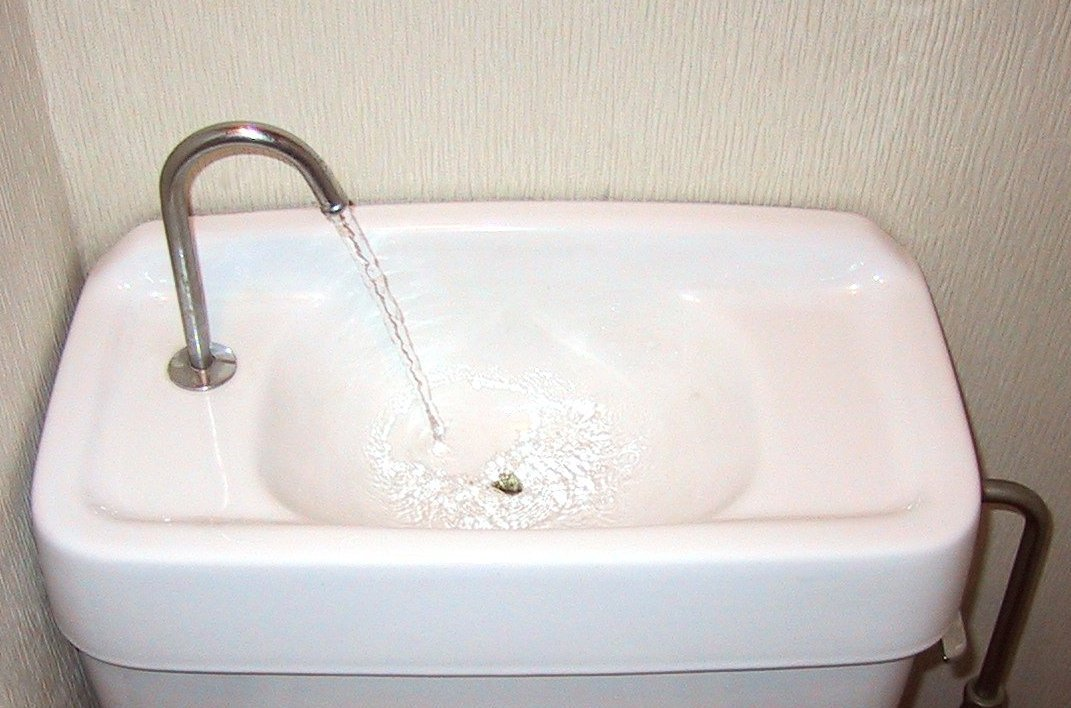
یک منبع قرارداده‌شده در بالای شیر آب به مصرف‌کننده اجازهٔ ذخیرهٔ آب را برای شستن دوبارهٔ دست‌ها در استفادهٔ مجدد از توالت می‌دهد

### توالت غربی
نوع استاندارد فلاش توالت‌ها که در سراسر جهان مرسوم است، در ژاپن به نام توالت غربی (洋式: یوشیکی) معروف است. توالت‌های غربی در حال حاضر بیشتر از توالت‌های سنتی ژاپن در خانه‌ها استفاده می‌شود. اگرچه در برخی آپارتمان‌های قدیمی هنوز برچسب‌هایی با توضیح روش استفاده از توالت سنتی باقی مانده است، بیشتر اماکن عمومی، همچون مدارس، ایستگاه‌های قطار و پرستشگاهها تنها به توالت سنتی مجهزند. سالمندان ژاپنی، به‌علت داشتن مشکل در استفاده از توالت‌های سنتی، از توالت‌های غربی استفاده می‌کنند. فلاش توالت‌ها در ژاپن براساس میزان مصرف آب، دارای دو نوع فلاش بزرگ و فلاش کوچک هستند.

### بیدهٔ ژاپنی

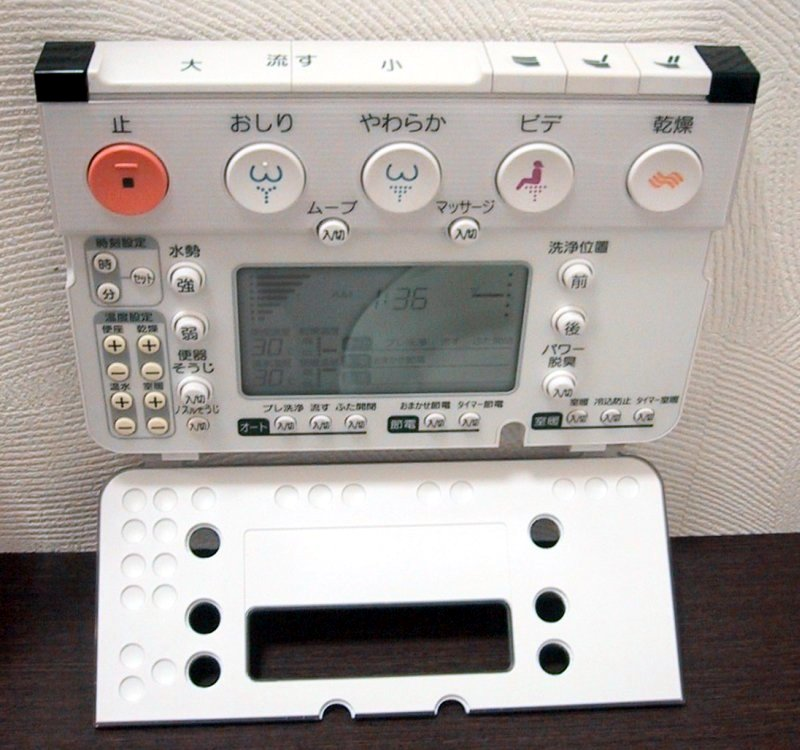
یک صفحهٔ کنترل پیشرفتهٔ توالت با ۳۸ کلید

گاهی وقت‌ها به توالت‌های جدید در ژاپن، در زبان انگلیسی «سوپر توالت» گفته می‌شود. در زبان ژاپنی به آن واشورتّو (ウォシュレット) گفته می‌شود. سرویس توالت تمیزکننده با آب گرم (温水洗浄便座: اونسویی سنجو بنزا) یکی از پیشرفته‌ترین انواع توالت در جهان و تصویری از آینده است. واشلت زوئه (ウォシュレットゾーエ) محصول شرکت «توتو» در کتاب رکوردهای گینس به‌عنوان پیچیده‌ترین توالت‌های جهان با هفت کارکرد متفاوت، ثبت شده است. اگرچه این محصول، که در سال ۱۹۹۷ عرضه شد، نسبت به آخرین مدلی که شرکت توتوارائه کرده، نیوریست، کمی کهنه شده است. ایدهٔ ساخت واشلت در خارج از ژاپن وجود داشت و در سال ۱۹۶۴ اولین نمونهٔ بیدهٔ یکپارچه در خارج از ژاپن ساخته شد. عصر توالت‌ها با فناوری بالا در سال ۱۹۸۰ با معرفی «واشلت سریِ G» محصول شرکت توتو آغاز شد. از آن زمان به بعد، نام واشلت به همهٔ انواع توالت‌های با فناوری بالا اشاره دارد. میزان استفاده از واشلت در خانه‌های ژاپنی از ۲۵ درصد در سال ۱۹۹۵ به ۴۷ درصد در سال ۲۰۰۲ رسید. اگرچه این توالت‌ها به‌نظر شبیه توالت‌های غربی‌اند، ولی امکانات بیشتری نسبت به آن‌ها دارند. ازجملهٔ این امکانات می‌توان به خشک‌کن، گرمایش نشیمنگاه، امکان ماساژ، تنظیم فوران آب، باز و بسته شدن خودکار سرپوش توالت، کنترل بی‌سیم، گرم‌سازی و تهویهٔ اتاق اشاره کرد. از این امکانات می‌توان از طریق سامانهٔ کنترل بی‌سیم، که در کنار دیوار نصب شده، استفاده کرد.

#### گزینه‌های پایه‌ای
یکی از پایه‌ای‌ترین امکانات بیدهٔ افشانکی به‌اندازهٔ یک خودکار است که در زیر مکان نشستن در توالت قرار می‌گیرد و از آن آب فوران می‌کند. این افشانک در دو نوع ساخته شده است: یکی برای مقعد و دیگری برای فرج. در گذشته، به آن پشت‌شور گفته می‌شد و بعدها به آن پاک‌کنندهٔ زنانه یا «زنانه‌شور» نیز گفته شد. هیچ نقطه‌ای از افشانک با بدنِ فردِ استفاده‌کننده تماس پیدا نمی‌کند. افشانک به‌طور خودبه‌خود، قبل و بعد از فعالیت تمیز می‌شود. استفاده‌کننده می‌تواند شستن مقعد یا فرج به‌وسیلهٔ افشانک را از طریق کلیدهای صفحهٔ کنترل توالت مشخص کند. به‌طور معمول، افشانک‌های مشابهی برای هر دو کار استفاده می‌شود، ولی در برخی موارد می‌توان زاویهٔ فوران آب از افشانک را تغییر داد. گاهی وقت‌ها دو افشانک در توالت قرار داد که هرکدام ناحیهٔ جداگانه‌ای را می‌شویَد. کنترل‌های توالت به فشار حساسند و تنها درصورتی به‌کار می‌افتند که بر روی سرویس فشار وجود داشته‌باشد. برخی استفاده‌کننده‌های کنجکاو، کلید مربوط به افشانک را فشار می‌دهند، درحالی‌که هنوز روی توالت ننشسته‌اند و در حال نگاه کردن به توالت‌اند؛ در نتیجه فوارهٔ آب به صورتشان می‌پاشد.

#### سفارشی کردن
توالت‌ها با فناوری بالا، امکان تنظیم فشار آب را برای استفاده‌کننده فراهم می‌کنند؛ به‌صورت پیش‌فرض، فشار آب برای شستن مهبل کمتر از فشار آب برای شستن مقعد است. همچنین، امکان تنظیم دمای آب نیز وجود دارد. یک تحقیق در ژاپن نشان می‌دهد که بیشتر مشتریان مایلند که دمای آب کمی بیشتر از دمای بدن انسان باشد. دمای ۳۸ درجهٔ سانتیگراد، دمای مطلوب تشخیص داده شده است. واشلت‌های مدرن، امکانِ به حالت مرتعش درآوردن فوران آب را نیز دارند. تولیدکنندگان اعلام کرده‌اند که این امکانات به رفع بواسیر و یبوست کمک می‌کند.
گروهی از واشلت‌های جدید از صابون به‌همراه فوارهٔ آب برای بهتر تمیز کردن استفاده می‌کنند. اگرچه واشلت نیاز به دستمال توالت را از بین برده است، اما بسیاری از کاربران موافق استفاده از ترکیب دستمال توالت و فناوری‌اند. استفاده از دستمال توالت به محل مورد استفاده بستگی دارد؛ برای مثال، از دستمال توالت در مورد فرج استفاده نمی‌شود. یکی دیگر از ویژگی‌های این توالت‌ها خشک‌کن‌هایی هستنند که از طریق جریان هوایی با دمای قابل تنظیم بین ۴۰ تا ۶۰ درجهٔ سانتیگراد، هر جزء بدن را خشک می‌کنند.

#### امکانات پیشرفته
از دیگر امکانات این توالت‌ها صندلی توالت گرم است که دمای قابل تنظیم بین ۳۰ تا ۴۰ درجهٔ سانتی‌گراد دارد. سرپوش خودکار این توالت‌ها از طریق حسگرهای خود و براساس میزان فاصلهٔ مصرف‌کننده باز و بسته می‌شوند.
در برخی از انواع این توالت‌ها برای شل شدن عضلهٔ منقبض‌کننده از موسیقی استفاده می‌شود (برای مثال، آغاز موسیقی Op. 62 Nr. 6 Frühlingslied اثر فلیکس مندلسون). از دیگر امکانات این توالت‌ها فلاش، تهویهٔ هوا و پاک کردن میکروبهای مقاوم سطح توالت به‌صورت خودکار است.
برخی امکانات، مانند قرار دادن تکیه‌گاه دست بر روی صندلی توالت و دستگیرهٔ ویژه برای نشستن و بلند شدن از روی صندلی توالت برای سالمندان در توالت تعبیه شده است. در برخی از این‌گونه توالت‌ها، درپوش توالت تا مدت‌زمان خاصی پس از فلاش به حالت بسته باقی می‌مانَد. در برخی گونه‌ها، به‌وسیلهٔ یک سامانهٔ حافظهٔ رایانه‌ای، گرم کردن صندلی توالت در مدت‌زمان مشخصی مطابق با تاریخچهٔ استفاده از توالت در آن زمان صورت می‌گیرد. در برخی گونه‌ها، گرم کردن توالت‌ها با توجه با شرایط هوای توالت تنظیم می‌شود. در انواع پیشرفته، اگر حسگرهای توالت، استفاده‌کننده را در روبروی توالت حس کنند به‌صورت خودکار باز می‌شوند. نوشتارهای توضیحی برای کنترل این توالت‌ها فقط به زبان ژاپنی است. به علّت آن‌که بر روی کلید فلاش تنها به خط ژاپنی نوشته شده است، بیشتر افراد خارجی به‌صورت تصادفی این کلیدها را می‌یابند.

#### پیشرفت‌ها درآینده
اخیراً محققان در حال اضافه کردن امکاناتی در این توالت‌ها هستند که می‌تواند میزان قند خون افراد را از طریق آزمایش ادرار به‌دست‌آورد. همچنین، امکان اندازه‌گیری فشارخون ضربان قلب و چربی خون نیز فراهم می‌آید. توالت‌های گویا با توانایی خوشامدگویی نیز در حال ساخت هستند. محققان همچنین در حال ایجاد امکان ارسال اطلاعات پزشکی اندازه‌گیری‌شده از طریق اینترنت، موبایل و ارتباطات بی‌سیم‌اند. اگرچه توالت‌هایی با چنین امکاناتی در ژاپن به‌ندرت یافت می‌شود و پیش‌بینی موفقیت تجاری آن مشکل است، محققان در حال توسعهٔ نوعی توالت‌اند که از طریق درک صدای استفاده‌کننده، امکانات توالت را در اختیار مصرف‌کننده قرار دهد. توتو، نایز و دیگر شرکت‌های تولیدکنندهٔ سرویس بهداشتی، در حال ساخت توالت‌های جدید قابل حمل با نیروی باتری هستند که قابلیت گرم کردن آب قبل از استفاده از توالت را دارد.
استفاده از توالت‌ها با صندلی گرم رایج‌تر خواهد شد، زیرا در خانه‌های ژاپنی سامانهٔ مرکزی گرمایش وجود ندارد و در روزهای سرد، دمای توالت‌ها به زیر صفر درجه نیز می‌رسد؛ در نتیجه، استفاده از این توالت‌ها عاقلانه است.

#### نشانگان واشلت
استفادهٔ مکرر از جریان فشار قوی ِ آب برای بهبود عمل تنقیه ممکن است امکان تخلیهٔ خودبه‌خودیِ بدن انسان را ضعیف کند که در نهایت منجر به یبوست می‌شود. استفادهٔ مکرر از جریان فشار قوی آب به‌منظور تمیز کردن فرج نیز باعث فعالیت باکتریها در اطراف فرج می‌شود که در نهایت منجر به بیماری‌های پوستی (التهاب ِ) اطراف فرج می‌شود. برخی از مقعدشناسان در ژاپن این بیماری را نشانگان واشلت (ウォシュレット症候群: واشورتّو شوکوگون) یا نشانگان آب گرم توالت (温水便座症候群: اونسویی-بنزا-شوکوگون) نامیده‌اند.

### توالت سرپایی زن و مرد

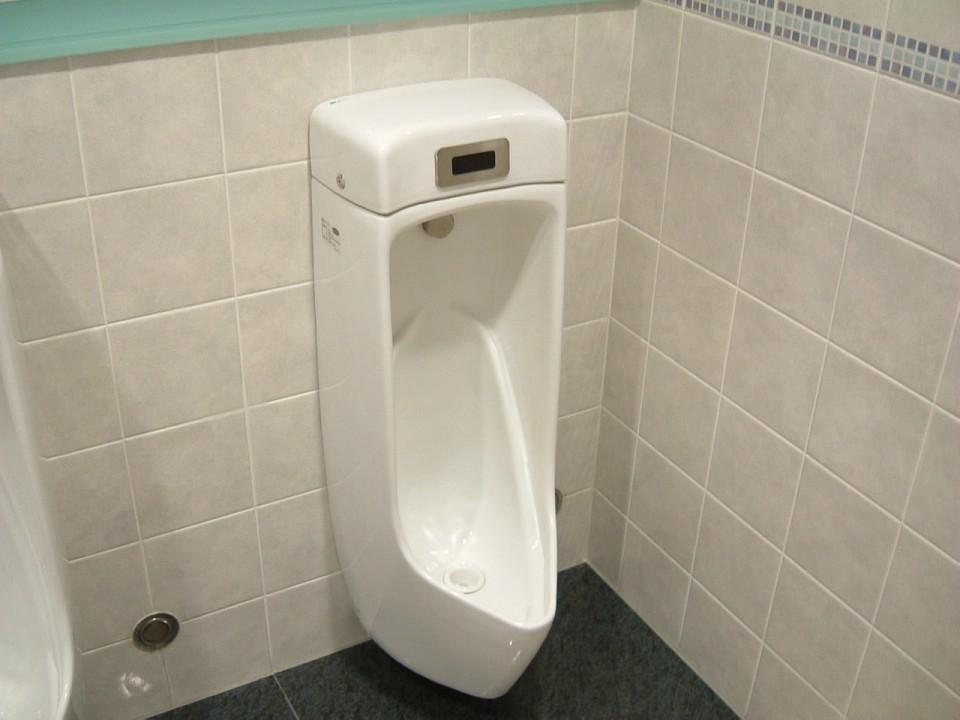
یک توالت سرپایی مردان

توالت سرپایی در ژاپن مشابه نمونهٔ آن در دیگر کشورهای جهان است و بیشتر در توالت‌های عمومی مردانه استفاده می‌شود. این مکان‌ها در مقایسه با کشورهای غربی در ارتفاع پایین‌تری نصب شده‌اند. در دورهٔ تمدن «میجی»، استفاده از توالت سرپایی هر دو گروه بین زنان و مردان رایج بوده است. در گذشته، زنان ژاپنی از کیمونو بدون پوشش زیر استفاده می‌کردند، و چون کیمونو پوششی سرتاسری بود، آن‌ها با بالا بردن کیمونو قادر بودند فرج خود را به‌طور مستقیم روبروی توالت سرپایی قرار دهند. این عمل با ورود به قرن بیستم از بین رفت، زیرا بیشتر زنان از لباس‌های غربی استفاده می‌کردند. امروزه کیمونو به‌همراه لباس زیر پوشیده می‌شود. استفادهٔ زنان از توالت سرپایی در بین سال‌های ۱۹۵۱ تا ۱۹۶۸، هنگامی که شرکت توتو توالت سرپایی مخصوص زنان ساخت، دوباره رواج پیدا کرد. این وسیله شبیه مخروط بود و در کف اتاق نصب می‌شد. بااین‌وجود، این وسیله محبوبیت زیادی پیدا نکرد و مدتی بعد بی‌استفاده ماند. در ورزشگاه ملی ژاپن از این وسیله برای المپیک تابستانی ۱۹۶۴ استفاده شد.

## لوازم مخصوص ژاپنی
لوازم توالت در ژاپن، ازجمله کاغذ توالت، فرچهٔ توالت و سینک ظرفشویی، بسیار شبیه دیگر لوازم توالت در سایر کشورهای جهان است. اما برخی از لوازم توالت در ژاپن به‌ندرت در دیگر نقاط جهان دیده می‌شود.

### صدای شاهزاده خانم

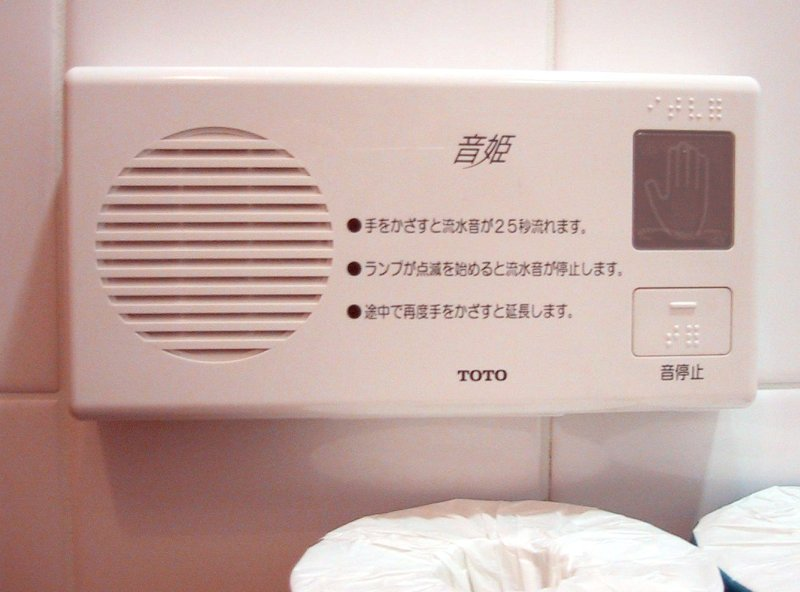
یک اوتوهیمه در اتاق زنان، جعبهٔ سیاه حسگری حساس به حرکت است و باعث توقف کار وسیله می‌شود

بسیاری از زنان ژاپنی از اینکه دیگران صدای ادرار کردنشان بشنوند، شرمسار می‌شوند. بسیاری از زنان، برای اینکه صدای بیرون آمدن ادرارشان در هنگام توالت شنیده نشود، سیفون توالت را در هنگام عمل توالت باز نگه می‌دارند تا تنها صدای سیفون شنیده شود. این کار مقدار زیادی از آب را به هدر می‌دهد. یک اقدام آموزشی که برای جلوگیری از این کار شروع شده‌بود ناموفق ماند و در نهایت وسیله‌ای برای حل این مشکل در دههٔ ۱۹۸۰ میلادی ساخته شد. این وسیله صدای فلاشینگ را ایجاد می‌کرد، بدون اینکه واقعاً نیاز به کارِ فلاش باشد. این کالا با مارک «اوتوهیمه» (ژاپنی: 音姫) در بازار یافت می‌شد و به‌صورت تحت‌اللفظی به‌معنی «صدای شاهزاده خانم» است. این نام به احترام نام یک رب‌النوع ژاپنی «اوتوهیمه» (با رسم‌الخط متفاوت 乙姫 به‌معنی «شاهزادهٔ جوان» است) و دختر پادشاه دریا «ریوجین» است. اوتوهیمه در بیشتر اتاق توالت‌های همگانی زنان نصب شده است. این وسیله ممکن است به‌صورت جداگانه و بر روی دیواره نصب شود، ولی به‌صورت آماده و همراه واشلت نیز موجود است. هم با فشار کلید و هم از طریق یک حسگر حساس به حرکت می‌توان اوتوهیمه را فعال کرد. پس از فعال‌سازی این وسیله، صدایی مشابه صدای فلاش را ایجاد می‌کند. پس از مدت مشخصی یا به‌وسیله فشار دوبارهٔ کلید، اوتوهیمه از کار انداخته می‌شود. این دستگاه باعث صرفه‌جویی حدود ۲۰ لیتر آب برای هر بار استفاده از توالت می‌شود. بااین‌وجود، برخی از زنان صدای این وسیله را مصنوعی می‌دانند و بازگذاشتن فلاش را به کارِ این وسیله ترجیح می‌دهند. تاکنون درخواستی برای نصب این وسیله در توالت‌های عمومی مردانه داده نشده است.

### کفش توالت

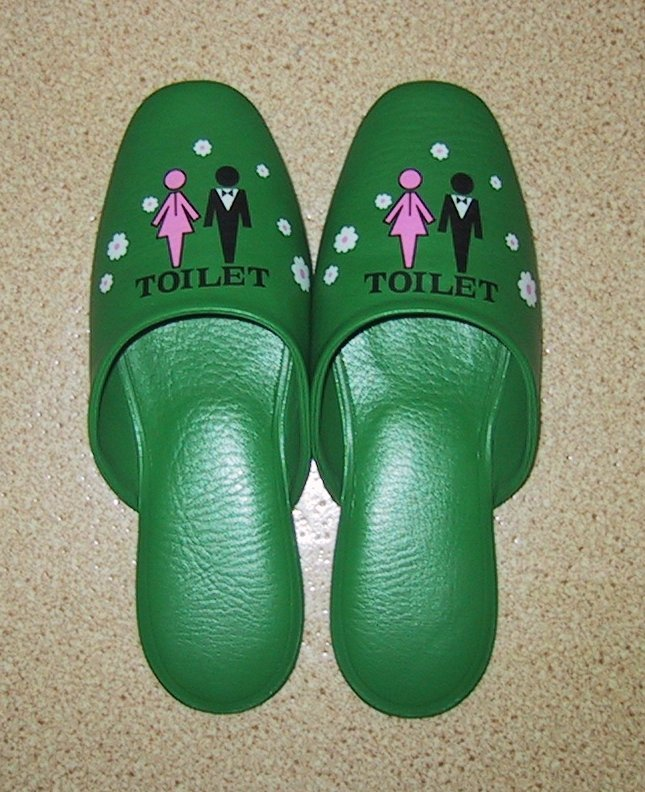
یک جفت کفش توالت

در فرهنگ ژاپن، باور ویژه‌ای به وجود دو ناحیهٔ جداگانهٔ پاک و ناپاک وجود دارد، و در این فرهنگ تلاش می‌شود که ارتباط این دو ناحیه بسیار کم شود. برای نمونه، داخل خانه ناحیهٔ پاک و ناحیهٔ بیرونِ خانه ناپاک محسوب می‌شوند. برای جداسازی این دو ناحیه، کفش‌هایی در جلوِ خانه‌ها قرار داده شده است تا از تماس کفش‌های ناپاک با درون خانه جلوگیری شود. در گذشته، توالت‌ها در بیرون از خانه‌ها قرار داشت و افراد برای استفاده از توالت مجبور به پوشیدن کفش بودند. امروزه توالت‌ها در درون خانه ساخته می‌شوند و بهداشتی‌اند، ولی مردم ژاپن همچنان توالت را منطقه‌ای ناپاک همچون مناطق آلوده به باکتری به‌شمار می‌آورند. برای کاهش ارتباط توالت با مناطق پاک، مثل محیط خانه، در خانه‌های شخصی و گاه در بعضی جاهای همگانی، سرپایی ویژهٔ توالت (トイレスリッパ: تو-ئی-ر سوریپا) در برابر در دستشویی قرار داده شده است. این کفش‌ها باید درهنگام ورود به توالت پوشیده شود و برای خارج شدن از توالت درآورده شود. نبودِ کفش در جلوِ در، نشان‌دهندهٔ در حال استفاده بودن توالت است. افراد خارجی، بارها درآوردن کفش‌ها پس از استفاده از توالت را فراموش کرده‌اند و باعث آمیزش محل پاک و ناپاک شده‌اند.

## توالت‌های عمومی
در ژاپن، توالت‌های عمومی در فروشگاه‌های بزرگ، کتاب‌فروشی‌ها، فروشگاه‌های لوح فشرده و همچنین پارک‌ها و ایستگاه‌های قطار به‌راحتی یافت می‌شوند. برخی از توالت‌های قدیمی در ندارند؛ به این معنی که عابران می‌توانند از پشت سر مردان را در هنگام ادرار کردن ببینند. در دههٔ ۱۹۹۰، جنبشی برای ساخت توالت‌های تمیزتر و مهمان‌نواز آغاز شد. گاهی وقت‌ها، مردان ژاپنی به حالت مست یا غیر مست در حال ادرار در اماکن عمومی دیده می‌شوند. امروزه در توالت‌های عمومی هر دو نوع توالت سنتی ژاپن و توالت‌های غربی استفاده می‌شود. با این وجود، در ایستگاه‌های قطار و مدارس عمومی در سراسر ژاپن، تنها توالت‌های سنتی به‌کار می‌رود. در توالت‌های ویژهٔ معلولان، تنها از توالت‌های فرنگی استفاده می‌شود. کاغذ توالت معمولاً در توالت‌های عمومی یافت نمی‌شود. برخی از مردم ژاپن از کاغذهای تبلیغاتی به‌جای دستمال‌کاغذی استفاده می‌کنند. «اپراتور سکه‌ایِ» توالت، دستگاه خودکاری است که در بیرونِ توالت‌ها نصب می‌شود تا در ازای انداختن سکه، کاغذ توالت در اختیار استفاده‌کنندگان قرار دهد. در بسیاری از توالت‌های عمومیِ ژاپن، صابون برای شستن دست‌ها و دستمالِ خشک‌کن یافت نمی‌شود. به این علّت، برخی از مردمِ ژاپن، دستمال یا صابون با خود حمل می‌کنند. برخی از توالت‌های عمومی به خشک‌کن‌هایی که با هوای گرم کار می‌کنند مجهز شده‌اند تا از استفادهٔ گسترده از دستمالِ خشک‌کن جلوگیری شود. برخی افراد، بدون اینکه از توالت استفاده کرده‌باشند، از دستگاه خشک‌کن استفاده می‌کنند. این موضوع به‌عنوان یک رخنهٔ فرهنگی از فرهنگ‌های دیگر در ژاپن تلقی می‌شود.

## سیمای فرهنگی
در ژاپن، تمیزی اهمیت خاصی دارد، به‌طوری‌که گاهی وقت‌ها برای توصیف زیبایی به‌کار می‌رود. کلمهٔ کره‌ای (きれい, 綺麗) ممکن است تمیزی، زیبایی، شکیل بودن، خالص بودن و منظم بودن را تعریف کند. این موضوع شاید علّت موفقیت هر دو نوع توالت سنتی ژاپنی با کمترین تماس فیزیکی با توالت و توالت‌های توکار بیده را توضیح دهد. بسیاری از استفاده‌کنندگان از توالت، خواستار بالاتر بودن کفل از سطح صندلی، قرار گرفتن پاها به‌شکل راسخ روی زمین هستند. بسیاری از شرکت‌های سازندهٔ عطر، در حال ساخت عطرهای مخصوص توالت هستند. یک شرکت در حال ساخت دارویی است که همراه غذا مصرف می‌شود و باعث از بین رفتن بوی مدفوع می‌شود. در اغلب شهرهای شلوغ و متراکمِ ژاپن، فضای خانه‌ها و اتاق‌ها کوچک است و در نتیجه توالت جزء یکی از فضاهای شخصی برای مردم محسوب می‌شود. در برخی از اتاق‌های توالت، قفسهٔ کتاب قرار داده می‌شود. برخی افراد در اتاق توالت روزنامه می‌خوانند یا افرادی پوستر و نوشتارهایی در اتاق‌های توالت خود نصب کرده‌اند. تا جای ممکن، توالت و حمام از سایر اتاق‌ها به علّت اعتقاد به جداییِ پاکی از ناپاکی باید جدا باشد، و این نکتهٔ مهمی در اجارهٔ یک خانه محسوب می‌شود. هر دو توالت سنتی ژاپن و توالت غربی، افراد خارجی را برای استفاده از آن‌ها سردرگم می‌کنند. در بسیاری از مواقع، حوادث خنده‌داری برای افراد خارجی درهنگام استفادهٔ اشتباه از صفحه‌کلید توالت‌ها و ایجاد مشکل برای آن‌ها روی داده است. در برخی از توالت‌ها تابلوهایی به زبان انگلیسی برای استفاده از صفحه‌کلید به‌منظور کاهش شوک فرهنگی نصب شده است.

## سیمای محیطی
تأثیر زیست ـ محیطی واشلت‌ها با توالت‌های معمولی متفاوت است. در آن‌ها آب کمتری نسبت به توالت‌های قدیمی مصرف می‌شود. امکان تمیز کردن توالت به‌صورت خودکار، میزان مصرف شوینده‌ها را کاهش می‌دهد. برخی از توالت‌ها به‌وسیلهٔ تشخیص نوع عمل در توالت (ادرار یا مدفوع) آب فلاش را تنظیم می‌کنند. توالت‌های جدید باعث کاهش مصرف کاغذ توالت می‌شوند؛ از سوی دیگر، در مصرف انرژی نیز صرفه‌جویی می‌شود، به صورتی که توالت‌ها ۵٪ انرژی یک خانه را مصرف می‌کنند. استفاده از این توالت‌ها در زمین‌لرزه‌ها پیشنهاد شده است.

## اقتصاد

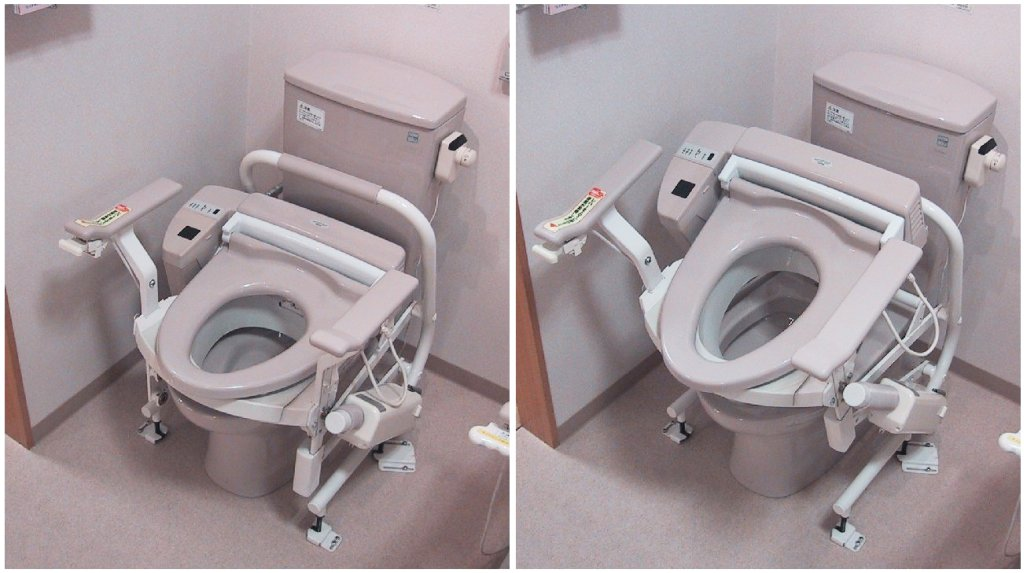
توالت الکترونیکی برای سالمندان

قیمت واشلت در ژاپن معادل ۲۰۰ دلار آمریکاست و هزینهٔ اضافه کردن امکانات واشلت به توالت غربی حدود ۵۰۰ دلار آمریکاست. این هزینه برای توالت‌هایی با صندلی توالتِ سرامیک به ۵۰۰۰ دلار آمریکا می‌رسد.
شرکت توتو بزرگ‌ترین تولیدکنندهٔ توالت و واشلت در جهان است. شرکت‌های اینکس، نایز و پاناسونیک توالت و دیگر وسایل مرتبط را هم تولید می‌کنند. در سال ۱۹۹۷، فروش جهانی توالت‌های با فناوری بالا به حدود ۸۰۰ میلیون دلار آمریکا رسید. شرکت توتو، به‌عنوان بزرگ‌ترین تولیدکننده، حدود ۶۵٪، و اینکس، به‌عنوان دومین تولیدکننده، ۲۵٪ فروش جهانی را در اختیار خود داشتند. بیشترین فروش این توالت‌ها با فناوری بالا در داخل ژاپن است، و شرکت توتو اعلام کرده است که تنها ۵٪ از کل فروش توالت‌های تولیدیِ این شرکت در خارج از ژاپن بوده است. یکی از مراکز فروش این توالت‌ها در خارج از ژاپن، کشور چین است. شرکت توتو در چین هرساله یک‌میلیون واشلت به فروش می‌رسانَد. فروش واشلت در آمریکا بسیار پایین‌تر از ژاپن است، به گونه‌ای که فروش ماهانهٔ آن از ۶۰۰ واحد در سال ۲۰۰۱ به ۱۰۰۰ واحد در سال ۲۰۰۳ رسید. در اروپا هرساله تنها ۵۰۰۰ واشلت به فروش می‌رسد. اگرچه واشلت در اروپا کمیاب است، ولی میزان نصب آن، به‌ویژه برای استفادهٔ معلولان، در حال افزایش است. دلایل متفاوتی برای فروش پایینِ واشلت در خارج از ژاپن وجود دارد. یکی از این دلایل، مشکل بودن فراگیری استفاده از این توالت‌هاست. در زمانی که واشلت به بازار ژاپن عرضه شد، فروش کمی داشت، ولی به‌تدریج فروش آن، به‌خصوص پس از ۱۹۸۵ میلادی، افزایش یافت. در سال ۱۹۹۰ میلادی، ۱۰٪ خانه‌های ژاپنی دارای واشلت بودند، اما در سال ۲۰۰۲ در ۵۰٪ خانه‌های ژاپنی واشلت نصب شده‌بود. شرکت توتو انتظار دارد که در آیندهٔ نزدیک، فروش واشلت در کشورهای خارجی افزایش پیدا کند. یکی دیگر از دلایل فروش پایین واشلت در خارج از ژاپن، وجود فشار برق ضعیف در توالت است. درحالی‌که در ژاپن در بیشتر توالت‌ها یک پریز برق وجود دارد، در کشورهای خارجی اجازهٔ نزدیک بودنِ منبع برق به توالت را نمی‌دهند. در اروپا، اگرچه رقابت بین توالت‌های سنتی بیده غربی است، اما در آمریکای شمالی آشنایی چندانی با انواع بیده وجود ندارد.